# 28493 Duncan-Lewis
28493 Duncan-Lewis è un asteroide della fascia principale. Scoperto nel 2000, presenta un'orbita caratterizzata da un semiasse maggiore pari a 2,3392277 UA e da un'eccentricità di 0,0605452, inclinata di 2,95550° rispetto all'eclittica.